# 大神 (ゲーム)
『大神』（おおかみ）は、クローバースタジオ企画・開発、日本で2006年4月20日にカプコンより発売されたPlayStation 2用ゲームソフト。キャッチコピーは「この世の命が、蘇る」。
2008年から2009年にかけてWii版が、2012年11月1日にはPlayStation 3用にHDリマスターされた「絶景版」が発売された。
また、「絶景版」は2017年12月13日にPC版（Steam版）が、同年12月21日にPlayStation 4版、Xbox One版が、2018年8月9日にNintendo Switch版が発売された。
続編にあたるニンテンドーDS用『大神伝 〜小さき太陽〜』の日本版は2010年9月30日に発売された。

## 概要
古代日本的な世界を舞台とするゲームで、水墨画のような筆のタッチを生かした日本画風の3DCGが特徴。ディレクターは神谷英樹。キャラクターデザイン・吉村健一郎、モーションデザイン・山口孝明、背景デザイン・片貝直紀。地名や人名は神谷の故郷である信州の地名を基にしたものが多い。
タイトルの「大神」には、主人公が「天照大神」であることと、「狼」であることの二つの意味がこめられている。
ストーリーのクリア難易度は低く設定され、難易度設定も存在しないため、ゲーム初心者でも最後までクリアすることができるよう配慮されている。その一方で、ミニゲームや収集などのやりこみ要素が多く用意されている。
平原綾香が歌うテーマソング「Reset」は本作のための書き下ろし。日本的な楽器として筝が使用されており、ところどころ『大神』をイメージさせる歌詞が含まれている。また、歌詞中の「Reset」という言葉は平原綾香本人が付加したもの。なお「Reset」は、2006年3月22日に発売された平原綾香のアルバム『4つのL』に収録されている。

### 初期段階の企画
本作は開発初期、「荒廃した世界を回復させる」というコンセプトを基に製作が進んでおり、「和風タッチ」や「古代日本」という設定は存在せず、恐竜などが登場する予定だった。社内プレゼン用の映像も作られており、アマテラスは現状よりもリアルな風貌をしており、装備品などはビーム砲などに近い演出がなされており、荒ぶる獰猛な獣たちを相手にして激しく戦うような内容であった。
主人公のアマテラスは企画初期、居る場所によって姿が変わるという設定があり、「水に入ることでイルカに姿を変える」ものと「崖や丘から飛び出すことで隼に姿を変える」という2種類が存在しており、デザイン画もほぼ内定していたが、開発の過程で断念された。

### 評価
平成18年度（第10回）文化庁メディア芸術祭のエンターテインメント部門大賞、2007年度日本ゲーム大賞優秀賞を受賞。日本国外では、アメリカのゲーム情報ウェブサイトであるIGNが主宰するThe Best of 2006でOverall Game of the Year（最優秀賞）を獲得した。
また、前述したような数々の賞を受賞し、国内外から高評価を得ていたものの、売上本数は2009年3月時点で全世界で60万本と伸び悩んだことから、2010年に「最も商業的に成功しなかったGOTY受賞作品（Least commercially successful winner of a Game of the Year award）」としてギネス世界記録に認定された。
さらに2018年10月5日に「動物キャラクターが主人公の最も評価の高いゲーム（Most critically acclaimed video game starring an animal character）」として二度目のギネス世界記録に認定された。

## ストーリー
プロローグ
100年前、大剣の使い手である英雄イザナギによって封印された怪物ヤマタノオロチ。その戦いの際に、イザナギをさまざまな神秘の力で手助けをした白狼・白野威（しらぬい）は、神木村にある神木の袂に像が作られ、村の守り神として祀られていた。
しかし、それから百年が経ち、オロチを封じていた宝剣「月呼」が何者かに引き抜かれ、ヤマタノオロチは復活。その影響からナカツクニは闇に覆われ、水と空気は淀んで緑は失われてしまい、人々は呪いによって石像のようになり、あたりには妖怪が蔓延るようになってしまう。
そんな中、木精サクヤ姫の神力によって、大神アマテラスが神木村にある白野威像に宿ることで、白狼として復活を遂げる。アマテラスは、ヤマタノオロチを倒してナカツクニの安寧を取り戻すために、豆粒のように小さな絵師イッスンと共に旅に出る。
序盤
一方、イザナギの子孫を自称する大剣士スサノオは、秘めた才能はあるものの修業することなく、酒を飲んでは昼寝をするぐうたら生活を送っていた。ある日アマテラスの助力によって、巨大な岩さえ一刀両断できると勘違いしたことから、妖怪退治の旅へと出発したスサノオは、アマテラスたちの行く先々で珍道中を繰り広げることになる。
封印から目覚めたばかりのアマテラスは、力の大半を失っていたが、星座に宿っている干支の神獣たちから「筆しらべ」を授けてもらいながら、全国各地を旅していく。そして、アマテラスの神通力「大神降ろし」により、各地の自然エネルギーの根源である「賽の芽」を復活させて周囲を浄化していくことで、サクヤ姫の力を回復させていくのであった。
アマテラスの前に度々、謎の陰陽師ウシワカが現れて謎めいた予言を残していく中、花咲谷やクサナギ村、笹部郷といった集落の問題を解決していく。そして十六夜の祠において、ヤマタノオロチと対決したアマテラスは、スサノオの助力もあって撃破することに成功するのであった。だが、オロチから湧き出た呪いのような黒い妖気が、他の地域へと飛んでいき、その地域のタタリ場はさらに濃くなっていた。
中盤
両島原をタタリ場を浄化したアマテラスは、尼僧ツヅラオの協力を得て、瘴気に包まれた西安京では宝帝の体内に巣くっていた「エキビョウ」を倒し、牢に捕らわれていたカグヤを奪還し、西安京に平和を取り戻す。だが、またしても倒したエキビョウから黒い妖気が出て、海の向こうに飛んでいく。
両島原の北では、巨大な水龍が暴れ回っており、「鬼ヶ島」への侵入を阻んでいた。アマテラスたちは竜宮にいるオトヒメに協力して、水龍の体内に入って入手した「龍玉」の力により、水龍を操ることで鬼ヶ島の結界を破って入島を果たそうとする。だが、水龍が亡くなってしまい、妖器「キツネ管」を託したツヅラオは、ツヅラオ（九十九尾）に成りすました妖魔王「キュウビ」であり、キュウビは祈祷していた女王ヒミコをも殺害してしまう。
千里水晶に乗り移ったヒミコの魂により鬼ヶ島の場所が特定され、水龍に変化したオトヒメが橋となって、アマテラスたちは鬼ヶ島へと乗り込み、キュウビを討ち取ることに成功するのであった。以前と同様、キュウビの面から湧き出た黒い妖気は、北の地へと飛んでいく。
終盤
妖気の向かった北の地「カムイ」に辿り着いたアマテラスたちは、狼に変化して戦うことのできるオムイ族の戦士 オキクルミと出会う。神の双山エゾフジに双魔神「モシレチク」「コタネチク」によって占拠され、カムイ全土が吹雪によって凍りかけているという。イッスンの故郷である「ポンコタン」の村の奥にある、開けると災いが湧き出るという「幽門扉」を開けたイッスンたちは、オキクルミと共に扉の先へと向かう。
扉をくぐった先は、神木村そっくりの世界だったが、サクヤは小さな幼女の姿だった。そこは100年前の世界で、アマテラスは白野威と呼ばれ、伝説の大剣士イザナギが現れる。そして十五夜の今日、イザナミが生贄にされようとしていた。イザナミの衣装をイザナギに着せたアマテラスたちは、真ヤマタノオロチを討伐することに成功し、この世界に迷い込んだピリカを救出する。
しかし自身の剣が発動せず、オロチに全く歯が立たなかったオキクルミは、エゾフジの門をこじ開けてしまい、双魔神を倒そうとする。なぜか100年前の白野威が参戦し、崖から落ちようとした白野威を助けようとしたオキクルミの剣が発動する。アマテラスとオキクルミは協力して、双魔神を倒したものの湧き出た黒い妖気は、箱舟へと吸収されていく。
ラスト
オキクルミの剣によって箱舟を覆っていた氷が割られ、浮き上がった箱舟にアマテラスは最後の決戦へと向かう。だが、箱舟に乗り込もうとした矢先、イッスンがアマテラスに別れを告げてきて、箱舟への虹橋から落ちてしまう。
箱舟の内部には、数百年前に亡くなった天の国タカマガハラの住人 天神族たちの魂がいて、アマテラスに語りかけてくる。箱舟はかつて、月の民の「妖怪の輸送船」であり、タカマガハラに持ち込まれ、多くの天神族が妖怪によって殺され、箱舟に乗って逃げる際にも事故により妖怪たちが地上に放たれてしまったという。アマテラスは彼らの死に報いるため、内部に巣くうこれまで倒してきたボス敵たちを成敗していく。
そして、これまでアマテラスの行く手に現れては予言をしてきた陰陽士ウシワカは「月の民」であり、かつてタカマガハラにおいてアマテラスと共にオロチを先陣で迎えうち戦っていたことが判明する。そして、百年に一度の「玄冬の蝕」が始まり、箱舟の天神族を亡ぼした暗黒の君主「常闇ノ皇」が姿を現すと、アマテラスがこれまで集めてきた全ての「筆しらべ」の能力を奪われてしまう。
圧倒的な常闇ノ皇の力により絶体絶命の中、アマテラスは常闇ノ皇へ攻撃していき、一つずつ「筆しらべ」を取り戻していく。ついに常闇ノ皇を倒したかと思われたその時、蘇った常闇ノ皇によって、再び力を奪われてしまう。だが、地上に残されたイッスンは自らの魂のこもった渾身の絵を描き上げ、これまで出会った人々に見せて信仰心を取り戻すことで、アマテラスの神の威光の力を取り戻すことに成功し、全盛期の力を取り戻したアマテラスは常闇ノ皇を討伐する。
エピローグ
ウシワカは月を元の平和な国へと戻すため、アマテラスはタカマガハラへと戻るため、共に箱舟で帰っていく。遥か天空にあるタカマガハラが見えた所で、物語は終わりを告げる。

## システム

### 筆しらべ
特定の模様を描くことにより、アマテラスの様々な力を使うことができるシステム。アマテラスは元々13の筆しらべの全てを使えたが、ヤマタノオロチに肉体を破壊されたため筆しらべを司る分神が現世（うつしよ）に散り、復活した時には全ての筆しらべを失っていた。現世に散っている分神と出会うことにより、力を取り戻し、その際ムービーが流れる。
筆しらべを司る動物は、十二支と猫であり（ベトナム、タイ、ベラルーシなどの十二支では猫が卯にあたる）、全てアマテラスと同じように白い体に赤い隈取りが施されている。また、各分神は器物を所持している。
発動時、画面に模様を描く間は時間が止まる。攻撃に使用する場合、その特性上タイムラグは発生しないが、妖怪と筆しらべの相性によっては無効であったり、防がれる場合もある。
断神（たちがみ）・一閃【いっせん】（子）
全ての物を切り裂く力を持つ。再生や自然現象の操作を主とする筆しらべの中では、純粋に物体の破壊のみに特化した異質の存在である。空間に直線を描くことで発動し、大木や巨岩を一刀両断のもとに切り裂く威力を持つ。戦闘以外では主にマップにある障害物を壊すことやダンジョンの仕掛けを解くために使われる。特定のイベントをクリアすることで「三式」まで強化することができ、鉄やダイヤモンドをも切り裂くことができるようになる。また、フィールド上を漂う百鬼絵巻に使用することで一定時間動きを止めることができる。
一閃を司る断神は鼠の姿をしており、巨大な剣を所持している。イザナギ窟の剣を掲げるイザナギの石像に宿っていた。
凍神（いてがみ）・吹雪【ふぶき】（丑）
冷気を操ることができ、氷などから冷気を移して様々なものを凍らせることが可能になる。「*」を描くと隠し筆しらべである「氷嵐」を発動する。また、八尺瓊勾玉を装備すれば武器を元として対象を凍らせることも可能である。
吹雪を司る凍神は牛の姿をしており、ホラガイを所持している。凍神が宿っているホラガイは双魔神に吹雪の発生装置に利用されてしまっていた。
撃神（げきがみ）・迅雷【じんらい】（寅）
電気を操ることができ、雷などの電源から別の場所へ放電することができる。強化すると「雷光」を発動できるようになり、自由に雷を落とし、敵にダメージを与えることが可能となる。また、天叢雲剱を装備すれば剣自体が電源となり如何なる場所でも発動することができる。
迅雷を司る撃神は弓矢を背負った虎の姿をしている。
弓神（ゆみがみ）・月光【げっこう】（卯）
月を出現させ、昼を夜に変えることができる。
月光を司る弓神は杵を持ったウサギの姿をしている。沼の水面に映る月に宿っていたが、沼の主である畳頭（じょうず）に喰われてしまっていた。
蘇神（よみがみ）・画龍【がりょう】（辰）
失われたものを蘇らせることができる。主に壊れた道などを直し、通れなかった場所に行けるようにしたり、川の流れを呼び戻すなど、マップ攻略やミニゲーム（魚釣り）に用いたりする。
画龍を司る蘇神は身体の一部が巻物の絵になった龍の姿をしている。
濡神（ぬれがみ）・水郷【すいきょう】（巳）
水を操ることで、水場を使い火を消したり、水柱を吹き上がらせて高い場所に登ったりできる。強化すると、人魚の泉を使用するための「水飛」や、雨を降らせて画面内の敵全てにダメージを与える「恵雨」を使用できるようになる。
水郷を司る濡神は水瓶の中に入った蛇の姿をしている。
風神（かぜがみ）・疾風【しっぷう】（午）
風を操ることで、火を消したり、物を吹き飛ばしたり、飛ぶ敵を墜落させたり、「桜花・水蓮」と組み合わせて水の上を遠くまで移動したりできる。強化すると「竜巻」を発動できるようになり、旋風をまとって敵に大ダメージを与えることが可能となる。
疾風を司る風神は団扇を背負った馬の姿をしている。風神宮で神風を吹かせて人々に繁栄をもたらしていたが、赤カブトが吹かせた風により力を失っていた。
幽神（かすがみ）・霧隠【きりがくれ】（未）
霧を生み出しまわりの動きを遅くする（時間を惑わす）。それにより敵の動きを遅くしたり、気付かれないうちに移動することができる。あるアイテムを入手すると「霧飛」を発動できるようになり、セーブポイントの大鏡同士を行き来することが可能となる。
霧隠を司る幽神は瓢箪を背負った羊の姿をしている。エキビョウの手により妖器「霧禁びょうたん」に封印されてしまっていた。
桜花三神・桜花【おうか】（申）
桜花には3つの能力があり、それぞれ別のイベントで取得できる。桜花だけ3体セットなのは「見ざる・聞かざる・言わざる」から。
咲之花神（さきのはながみ）・花咲【はなさき】
植物を芽吹かせる力を持つ。枯れ木に花を咲かせたり、クローバーを蘇らせることで、アマテラスの力を強化する「幸玉」が手に入る。地面などに花を咲かせることで小さなタタリ場を浄化することもできる。また、土の上に巨大な樹木を生やすこともでき、戦闘中攻撃や防御の手段となる。
花咲を司る咲之花神は笙を持った猿の姿をしている。
蓮之花神（はすのはながみ）・水蓮【すいれん】
水の上に蓮の葉で足場を作ることができ、泳いでは渡れない場所に行かれるようになる。複数の蓮を生み出して跳び移ったり、「疾風」で蓮を運ぶこともできる。
水蓮を司る蓮之花神は横笛を持った猿の姿をしている。
蔦之花神（つたのはながみ）・蔦巻【つたまき】
頑丈な蔦を作り出す。桃コノハナと呼ばれる花から蔦を伸ばして自身に引っ掛け、ジャンプでは届かない場所に移動できる。また一部の敵や仕掛けに蔦を引っ掛けることもできる。
蔦巻を司る蔦之花神はシンバルを持った猿の姿をしている。
燃神（もえがみ）・紅蓮【ぐれん】（酉）
炎を操ることができる。最初は火を燃え移らせることしかできないが、強化すると「爆炎」を発動することが可能になり、巨大な炎で敵に大ダメージを与えることが可能となる。八咫鏡を装備すると武器を火種として紅蓮を発動できる。
紅蓮を司る燃神は煙管を咥えた鶏の姿をしており、大きな翼を持っているため現実の鶏とは異なり自在に飛び回っていた。
大神（おおかみ）・光明【こうみょう】（戌）
太陽を出現させ、夜を昼に変えることができる。太陽神であるアマテラスが死しても失うことなく持っていた唯一の能力。常闇ノ皇最終形態戦ではこれを使わなければ一切ダメージを与えられず浄化もできない。
爆神（ばくがみ）・輝玉【てかだま】（亥）
好きな場所に巨大な花火玉を出現させる。その破壊力は絶大で妖怪にもダメージを与えることが可能なほか、ひびの入った壁などを壊すこともできる。特定のイベントをクリアすることで「三式」まで強化することができ、花火玉を一度に3つまで出せるようになり爆風も大きくなる。
輝玉を司る爆神は花火玉に乗った猪の姿をしており、松明を持ったウリ坊を4匹従えている。
壁神（かべがみ）・壁足【かべたり】（猫）
各所に存在する壁神の像の力を借りて垂直な壁でも張り付き登ることが可能となる。この壁足の力を入手するために登る塔は、天辺に登ったきり降りられなくなってしまった猫がいるとされており、その鳴き声のような音が聞こえることから「猫鳴りの塔」と呼ばれている。
壁足を司る壁神は衝立に張り付いた猫の姿をしている。

### 三種の神器
アマテラスが妖怪との戦いに使用する武器。鏡、勾玉、剣の3種がありそれぞれ性質は違う。表神器（メイン装備）と裏神器（サブ装備）があり、それぞれ攻撃方法が異なる。アイテムにより1度だけ強化が可能である。
なお、武器のそれぞれの名前は、実際の三種の神器や十種神宝から来ている。

#### 鏡
表装備時には打撃攻撃。裏装備時には鏡を使い敵の攻撃を受け止め、そのまま敵を咥えて上昇し地面に叩き付けるカウンター技が使える。このカウンター技は、プレイヤーからの質問を受けて神谷により「天落とし（あまおとし）」と命名されたが、公式ガイドブックでは「百舌落し」となっている。
真経津鏡（まふつのかがみ）
攻撃力とスピードが中程度のバランスが取れた神器。サクヤ姫から授かる。ムービーでは常にこの鏡を身につけている。
神獣鏡（しんじゅうきょう）
かつて、ある遺跡に祭られていた神聖な鏡。神獣の印が刻まれている。「画点」の筆しらべを使用することが可能で、筆で点を描くとその点が弾丸となって敵を貫く。
沖津鏡（おきつかがみ）
ある商人が扱っている巨大な鏡。輪廻転生の理が刻まれていて、悪しき者に等しく裁きを与えると言われる。高い攻撃力を持った聖なる鏡だが値段が高い。
辺津鏡（へつかがみ）
ある商人が目玉商品として扱っている鏡。知識・力・信仰の三位一体を表す。攻守を極め、悪しき者を蹂躙する。表装備と裏装備では色が一部違う。
八咫鏡（やたのかがみ）
神々しき日輪を纏いし最強の鏡。煌々と燃え盛る炎を宿す聖鏡で、アマテラスが全ての筆しらべを取り戻した証として手に入る。炎の属性を宿し紅蓮の火種にもなる。白野威（全盛期）は常に身につけている。

#### 勾玉
表装備時は、勾玉を連ねて鞭のように振り回すため、攻撃力はやや低いものの距離をとって戦える上に、複数の敵にヒットするため使いやすい。裏装備時は、勾玉を弾丸のように高速発射する。
足玉（たるたま）
スピードに特化した神器。神通力が宿っている。攻撃力は低いが圧倒的なスピードと手数で攻撃を加える。
生玉（いくたま）
足玉よりも高性能な勾玉。生命の輝きが奉ぜられている。裏装備時の勾玉発射が連射ではなく、複数発を一度に放つ散弾式になっている。
道返玉（ちがえしのたま）
美しい緑色をした勾玉。清廉なる光を宿し、浄化の力を持って敵を誅する。裏装備時の勾玉の最大連射数が二倍になっている強力な勾玉である。
死返玉（まかるがえしのたま）
生玉を強化したような性能の武器。道を違えた悪しき魂を黄泉へと送り、死を司る。裏装備は散弾式であり、広範囲に攻撃できる。
八尺瓊勾玉（やさかにのまがたま）
終盤のとある店に売っている最強の勾玉。荒れ狂う吹雪の力が宿っており、氷の力を持つ。「吹雪」の素になる。

#### 剣
攻撃スピードは他の神器と比べるとやや劣るが溜め攻撃が使用可能で圧倒的な威力を誇る。メイン装備時は剣を振り回しての攻撃。サブ装備時には剣を背負っての突進と剣に乗っての滑空攻撃を行う。メインとサブで別々に攻撃が溜められる。
都牟刈大刀（つむがりのたち）
攻撃力に特化した神器。ヤマタノオロチが飲み込んでいた宝剣「月呼」が変化したもので、その尾より現れる。
七支刀（ななつさやのたち）
都で売られている七叉に分かれた剣。「画点」の筆業を使うことが可能で、攻撃力も都牟刈大刀よりも高い。
草薙剣（くさなぎのつるぎ）
魔を滅ぼす力を備えた新緑の刃を持つ聖剣。キュウビの九支刀が変化する。
八握剣（やつかのつるぎ）
八手の戦神の振るった神剣。「画点」の筆業を使うことが可能で、その攻撃力は最強クラスである。
天叢雲剱（あめのむらくものつるぎ）
全盛期のヤマタノオロチの尾から出た最強の剣。空に閃く雷光を纏いし聖剣で、他の剣とは比較にならない攻撃力を有し、刀身には雷の力を秘めているので「迅雷」の元ともなる。

### 幸玉と能力強化
アマテラスは人々の信仰心、神への感謝の気持ちを得ることで能力を強化する。困っている人を助けたり、タタリ場の浄化などで草木を蘇らせたり、動物に餌をやることで「幸玉」を得ることができる。幸玉はRPGにおける経験値にあたり、これを消費することで各能力値を伸ばすことができる。

## 用語
筆しらべ
アマテラスが持つ十三の力。自然を操り、生き物を癒すことも妖怪を滅することもできる、いわば神通力。詳しくは上述。
天道太子
神の旅に同行し、その姿や戦いを絵に写し取り、人々に信仰心を説いて回るコロポックルの絵師「神仰伝道師」の最高の称号。人々の信仰心が薄れると神の力が弱まるため、神とも人とも交信できる精霊コロポックルがその一族の中から天道太子を選び出し、両者の橋渡しとなっている。
百年前のアマテラス（白野威）の旅に同行した天道太子はイッスンの祖父であるイッシャク。そのイッシャク以上の才能を持つ故にイッスンは厳しく仕込まれたらしく、あまりにも厳しすぎる仕込みに嫌気がさしてコロポックルの里から逃げ出したが、アマテラスの筆しらべに惹かれて旅に同行するようになる。
天道絵巻物
天道太子が描いた資料。物語補完から戦闘技術の紹介など幅広い。
羅城門
人間の世の命を吸い続ける負の力の象徴。門の向こうは黄泉の国と通じており、妖怪たちが自由に行き来している。羅城門を支配している妖怪を倒せば、封じられていた命が解放され、周囲一帯に命が戻ると言われている。
大神降ろし
各地にある塞の芽を開花させ、妖気で汚染されたタタリ場を完全に浄化すること。
神降ろし
大神降ろしを小規模化したもの。半径十数メートル程度の小規模なタタリ場に対して行う。対象のタタリ場に存在する敵を倒す、桜花などを使うことで浄化することができる。
ただし、中には浄化してもすぐに再び妖気に汚染されタタリ場となってしまう場合があり、その場合はさらに大きなタタリ場から妖気が供給されているため、大神降ろしを用いて根本から浄化を行う必要がある。
はぐれ珠
ナカツクニ各地に隠された宝玉。いわゆる隠しアイテム。全部で100個ある。一つ一つは持っていても意味は無いが、すべて回収すると、次周目で「究極のご褒美」を入手できる。
陰陽師特捜隊
通称「陰特隊（おんとくたい）」。西安京を本拠地とする特殊機関。ヒミコの命で西安京や十六夜の祠の警備を行っている。200年以上の歴史を持つ組織だが、現隊長であるウシワカより前の代の隊長の記録が全く無いという大きな謎がある。
オイナ族
カムイに住まう一族。一族全員が自らの守護神/動物の仮面を被っている。また半獣半人であり、狼に変化できる。エゾフジを神聖視している。文化や言語などはアイヌ民族とネイティブ・アメリカンがモデルになっている。「オイナ」とは、アイヌ語で「語り継がれるもの、聖伝」という意味である。
スズメ組
笹部郷でスズメのお宿という温泉宿を営んでいるスズメたち。宿の名物は温泉だが、今は枯れ果てている。
組長の娘・チュンジャクがいなくなったせいで現在休業中だが、元々笹部郷自体に訪れる人が少ないため、営業しても赤字続きである。

## 地名

### ナカツクニ
本作の主な舞台となる日本列島のような形をした国。豊緑な大地が広がっている。また、「ナカツクニ（中津国）」とは日本神話上での日本の異称である。
神木村
長老ミカン爺を長とする小さな村。100年前まではヤマタノオロチの支配下となっており、年に一度の神木村祭りの日にオロチが指定した家から若い娘を生け贄として捧げる悲しい風習があった。現在はヤマタノオロチが封印されたため風習は無くなったが、封印が解かれたことでこの風習が再開されることとなる。
村にある山の上には木精サクヤ姫が宿るご神木「コノハナ様」がある。
イザナギ窟
神木村近郊にある洞窟。イザナギの功績を讃えた巨大な石像があるが、長い間放置されてきたため剣は折れ、苔で覆われている。洞窟自体は天岩戸がモデル。
天の川
「コノハナ様」内部から入れる神聖な空間。チュートリアルのエリアとして使用された。ステージは巨石信仰をモチーフにしている。
花咲谷
桜の咲き誇る美しい谷。「瀧桜」というご神木が立っている。かつて神殿が存在したが、妖怪に支配されたことで信仰が失われて荒廃した。
神州平原
ナカツクニでもっとも美しいと言われる平原。東にハラミ湖、南にアガタの森があり、中央に塞の芽がある。100年前とかなり地形が変わっている。
ハラミ湖
神州平原の東にある湖。巨大な鳥居と十六夜神社、そしてイザナギ神話の舞台となった「十六夜の祠」がある。
十六夜の祠（いざよいのほこら）
ハラミ湖の中央にある祠。湖入口の鳥居の向こう側にあり、外側からはただ浅瀬があるだけに見えるが、鳥居をくぐることで祠が見えるようになる。入口にはヤマタノオロチによる結界が張られており、常人では通過することができない。かつてイザナギが振るい、ヤマタノオロチを封じたとされる宝剣「月呼」が納められている。内部には迷宮や厨房など様々な施設があり、多数の天邪鬼が働いている。
アガタの森
神州平原と高宮平をつなぐ森林地帯。近隣には暴れ川である奈落井川（ならいがわ）が流れている。森の中を巡る水路を辿った先に隠された塞の芽がある。生い茂る木々に紛れて、かつて存在した古代文明の遺跡が埋没している。
ツタ巻遺跡
長い間森の中に埋もれていた超古代文明の遺跡。巨石が組み合って広大かつ複雑な内部構造を形成しており、中央に大きな遮光器土偶が立っている。かつて先進文明である月の民が地上に存在していたときの遺跡であり、彼らが月に逃れてから悠久の時間が経ったため、現在では自然に呑まれつつある。最深部には女郎蜘蛛が待ち構えており、序盤エリアの最終ステージとなる。
高宮平（たかみやだいら）
アガタの森を抜けた先にある平原。関所、クサナギ村、笹部郷へ行くことができる。「風桜」というご神木があり、風神宮がある神路岳から吹き降ろす神風は妖怪を寄せ付けない。
クサナギ村
神路岳（かみじだけ）の山肌に築かれた高低差の激しい村。頂に風神宮と大風車が存在するが、赤カブトにより村を守る神風が止まり、妖気が蔓延していた。フセ姫の屋敷があり、八犬士の集合場所となっている。
風神宮（かぜじんぐう）
代々里見家の人間が守ってきた神社。神路岳内部の洞窟内にあり、最上部に当たる大風車が地上に露出している。この大風車によって神風が起こされている。
現在は赤カブトが占拠しており、神風も妖気によって止められている。
笹部郷（ささべきょう）
高宮平に隠された心の清らかな者しか入ることのできない秘境。資格を満たしていない者にはただ深い竹林にしか見えないが、鳥居をくぐることで道が現れる。奥ではスズメ組が温泉宿を開いている。
関所
高宮平と両島原をつなぐ場所。深い谷に巨大な跳ね橋が架かっており、ヒミコの命により橋は跳ね上げられ、衛兵たちによって警備されている。
両島原（りょうしまはら）
西安京近くの海を臨む一帯。「島桜」という塞の芽がある。東側に餡刻寺（あんこくじ）があり、沖には古い難破船が座礁している。なお、この難破船については続編『大神伝〜小さき太陽〜』にて、座礁するまでの経緯が描かれている。
西安京（せいあんきょう）
女王ヒミコの治める都。以前は宝帝が、現在はヒミコに代わって摂政のツヅラオが治めている。前方後円墳状に南の庶民街と北の貴族街とに分かれており、美輪湖の上に浮かんでいる。庶民街には多種多様な商店や民家などが集中しており、多くの人が往来する。貴族街は大きな屋敷や楼閣が立ち並んでおり、最北部にヒミコの宮殿がある。南北の街区共に水路が張り巡らされており、これを利用した渡し船が運行されている。エキビョウが宝帝に取り憑いたことにより京は瘴気にまみれ、疫病が蔓延していた。
開発中には、舞台をヨーロッパまで広げる構想があったため出島が存在したが、和の世界観で統一するため削除された。
龍宮
オトヒメを長とする龍神族たちの城。両島原北の海底にあり、天望岬の天鳴門からのみ通路が開く。不在のワダツミを除き、衛兵や大臣を含め女性しかいない。
龍宮の旧デザインは2種類あり、旧デザイン内では繁華街や亀の潜水艇などが存在した。
死の大地
どんな命の存在も許さない黄泉の力の及ぶ場所。人が足を踏み入れると、目に見えない妖力で命を抜かれてしまう。
鬼ヶ島
キュウビの本拠地。日没とともに消失し、日の出と共に再び別の場所に現れるという神出鬼没の島。ヒミコは長らくこの島を探し続けており、最終的に自らの命と引き換えにする形で次に両島原北の沖に出現することを特定し、アマテラスらを導いた。島の周囲には強力な防壁が張り巡らされており、過去にヒミコが兵を送ったことがあったが、島に入れず制圧に失敗した。

### カムイ
ナカツクニの北にある極寒の地。妖怪の仕業により常時猛吹雪が発生している。ナカツクニとは異なりオイナ族が支配的な地域。「カムイ」はアイヌ語で、一般的に「神」という意味に訳されている。「カムイ」の地名はナカツクニ側の呼称であり、オイナ族側の呼称ではない。地形や気候は蝦夷地をモデルにしている。
ウエペケレ
オイナ族の住む村。坂が多く、丘陵状になっている。「ウエペケレ」はアイヌ語で「物語」という意味。
ヨシペタイ
似たような通路が複雑に入り組んだ森。森の木から出される花粉は獣を惑わす力があり、狼に変身できるオイナ族の間では不帰の森とされていた。奥にポンコタンがある。アイヌ語で「胃袋の森」という意味。
ポンコタン
ヨシペタイの奥にあるコロポックルの里。すべてがコロポックルの大きさで作られており、植物の茎やキノコなどを利用した集落が築かれている。イッスンの故郷であり、故郷を捨てた手前、アマテラスが訪れた際にイッスンは頑として入らなかった。「ポンコタン」とはアイヌ語で「小さな集落」（「ポン」は小さな、「コタン」は村や集落）の意。
幽門扉（ゆうもんぴ）
ヨシペタイの最も奥にある扉の形をした遺跡。扉を開くと、違う時代の違う場所へ行けると言われているが、同時に災厄が降りかかると言われている。開くにはコロポックルの長の一族が持つ刀が必要で、イッスンの電光丸により開放すると100年前の神木村へと移動した。移動先にも帰りのための扉が出現する。
過去だけでなく未来へ行くこともできるようで、100年前のアマテラス（白野威）もイッシャクと共に幽門扉を開放して100年後（現在）のイリワク神殿に移動していた。白野威が100年前に帰る際にも、イッシャクが刀で幽門扉を開いているのが確認できる。
ラヨチ湖
カムイの中央部、エゾフジの連峰に挟まれた湖。凍った湖面に未知の箱舟ヤマトが座礁している。妖怪はここから生まれ、カムイ、ナカツクニ中に広まったとされる。
「ラヨチ」とは、アイヌ語で「虹」という意味。アイヌ文化においては虹は邪悪で不吉なものとされている。
イリワク神殿
エゾフジ内部にある凍りついた神殿。大昔、オイナ族の勇者が倒した双魔神の像が奉られていた。内部は機械仕掛けのギミックが多数存在し、カムイの民を苦しめる蓄音機型の吹雪発生装置が置かれている。
「イリワク」とは、アイヌ語で「兄弟」という意味。
エゾフジ
カムイの中央に位置する巨峰であり、反対側のアフンパラ山と対となる形で連山を形成している。山麓にはイリワク神殿の門がある。モシレチク・コタネチクにより意図的に火山活動が停止させられ、カムイ中に吹雪を発生させていた。
「エゾフジ（蝦夷富士）」という名前は、北海道の羊蹄山の別名である。

## 登場キャラクター
多くの登場人物の名前や設定は、日本神話や日本の昔話、実在した人物から取られている。キャラクターボイスは、加工された短い音声を繋ぎ合わせた特殊な言語で、意味は字幕で表される。

### プレイヤーキャラクター
アマテラス
本作の主人公である白狼。駒ヶ根市光前寺の霊犬早太郎伝説がモデルとなっている。百年前のオロチとの戦いで体が傷つき肉体を失ったと言われており、ナカツクニの危機を感じたサクヤの力で、神木村の白野威像に宿り、復活する。だが元々持っていた13の筆しらべの力を失い、また人々の信仰心が薄れたために現在の力は昔に比べはるかに劣っている。それでもアマテラスが歩いた場所には一時的ではあるが花が咲く。
また三種の神器（鏡、勾玉、剣）を使用した戦闘能力は並の妖怪や人間の比ではない。特に全盛期（オロチと刺し違えた時代）には凄まじい力を誇る。ヤマタノオロチを倒し世界を再生するため、人々の願いをかなえ失われた筆しらべの力を集める旅に出る。
イッスンからよく「ポアッとしてる（ボーっとしてる）」と言われ、一般人とのやり取りだけでなく、敵と相対した時もとぼけた態度を取る。
実際は思慮深く、イッスンの知らないところである妖怪を倒すためひそかにヒミコと密約を交わしているなど、ある意味人知の及ぶ存在ではない。
神器を背負い身体に紅い隈取をしているが、これは神としての姿で、ヒミコやウシワカといった霊力の強い者、ツバキのような信仰心の強い者にはその姿は見えるが、普通の人間には何の変哲もない白狼にしか見えない。正体を知らない人々も多く、「白毛布」や「わんこ」、「シロちゃん」、「白狼斎」など、様々な呼ばれ方をする。
最終決戦では常闇ノ皇の圧倒的な力で窮地に立たされるも、イッスンにより人々に信仰心が戻ったことでついに全盛期の姿を取り戻し、常闇ノ皇を倒すことに成功する。その後はウシワカとともにタカマガハラへと旅立った。
元となった天照大神は女神であるため、物語中時折「慈母」と呼ばれることがある他、ヤツフサは「美しい女性」と称している。一方で、木精サクヤや尼僧ツヅラオの胸に見惚れるなど雄のような仕草もする。
「桜餅が好物」、食い意地が張っているなど言われるが、実際は体力が尽きた時に使われる異袋に取りこんでいるだけで、本当に食している訳ではない。戦闘中にオシッコを敵に引っかけているが、神であるため実際には本来の意味での排泄はしていない。
イッスン
アマテラスの旅に同行する小さな妖精コロポックル。アマテラスの筆しらべに魅了され、その技を盗むべく旅に同行し良きサポート役となる。べらんめえ口調でよく喋り、口は悪いが威勢のいい江戸っ子のような性格。北国の出身で、美人の頼みに弱く、義侠心溢るる男で情に流されやすい。祖父のイッシャクは神々の姿を描き写し、人々に信仰を広めた「第6代天道太子」。
「さすらいの旅絵師」と名乗っているが、超一流の腕前ゆえに厳しく指導され、どんなに上手い絵を描いても祖父に褒めてもらえず、ついに大喧嘩をし、家を飛び出した。また腰に差した宝刀「電光丸」の刀捌きも見事である。アマテラスほど強力ではないが筆しらべを使うことができる。
最終決戦ではアマテラスの元を離れ、本来の役割である天道太子としてアマテラスの姿を描き写した絵を国中に見せてまわることで人々の信仰心を取り戻させ、アマテラスの窮地を救った。その後はタカマガハラへ旅立つアマテラスをサクヤとともに見送った。
一寸法師がモチーフとなっているが、玉虫のような兜をかぶっているため、物語の中では、玉虫や金玉虫とも呼ばれる。タマムシは高級工芸品の装飾にも使われ、コガネムシに類する甲虫（ハナムグリやカナブン）も日本では縁起物とされ、イッスンのモチーフとなっている。
ある道具を装備した状態でイッスンと敵を筆しらべで結ぶと、敵から道具をランダムに盗みダメージも与える。このダメージは使う毎に微量ながら上がり続け、最終的にはアマテラスの攻撃力をはるかに超える。

### 重要人物
アマテラスの前にたびたび現れる人物や、一時的に行動を共にする人物。
木精サクヤ
高い力を持った精霊。アマテラスを復活させる。神木村の御神木「コノハナ様」の精霊でヤマタノオロチの邪気をも遮断する力を持っている。しかし現在は各地で勢いを増した妖怪によって、現国各地にある分身「塞の芽」の力を抑えられ、霊力の大半を失っている。御神木は桜がモチーフになっている。
衣装は桃を象って胸と尻の部分が切り取られている。衣装は二段階あり、二段階目の方が露出が多い。ゲーム内で使われることはなかったが、設定としては第三段階まであったらしく、設定資料集にはほぼ裸の姿が載っている。
大剣士スサノオ
伝説の英雄イサナギの子孫。怠け者で、すぐに見栄を張り根拠のない大口を叩く。ヤマタノオロチを封印していた宝剣「月呼」を抜いた張本人である。潜在能力は高く、最後には自らの生まれと向き合い、自らの意思でもってヤマタノオロチと対峙。アマテラスの力を借りながらも最後は自力でこれを退治することに成功する。彼の愛剣である木刀「闘片撲（とうへんぼく）」は、ヤマタノオロチ退治の際に月の光を宿して金色になったことで霊剣「凄乃桜（すさのお）」と銘を改めた。後に最初からアマテラスの本当の姿が見えていることが語られ、一方的にアマテラスと兄弟の契りを交わす。最終決戦でも筆しらべによってその姿が浮かび上がり、常闇の皇を真っ二つに斬って助力する。
酒職人クシナダ
酒造りの名手。世間知らずでありつつも芯の強い性格の持ち主。誰彼構わず優しく接し、妖怪に対しても自作の酒を振る舞うなどしてはよくトラブルに巻き込まれてしまう。かなりの美人でスサノオも彼女に思いを寄せている。彼女の雷撃酒にもイザナミの酒同様に、ヤマタノオロチを酔わせるほどの力がある。クシナダは水田を持っており、日本神話のクシナダヒメも稲穂の神である。
ウシワカ
アマテラスの前に度々姿を現す陰陽師。アマテラスに不思議な予言を残したり戦いを挑んでくる。「ピロウトーク（『寝物語』の意）」という光の刃が伸びて武器にもなる笛を持ち、二刀流で戦う。西安京に本部を置く「陰陽師特捜隊」の隊長で、神州平原にある十六夜の祠の警備をしていたが、自分の不在中に月呼を抜いた犯人を捜すことになる。
その正体は月の民。かつてタカマガハラにオロチが襲来した際、アマテラスと共に共闘した。彼が箱舟ヤマトを高天原に持ち込んだことが一連の事件の引き金となっている。アマテラスが戦い続けている間に箱舟ヤマトでタカマガハラの戦乱から天神族を避難させることになったが、天神族は船底から湧き出し続ける妖怪によって滅亡することになり、地獄と化したヤマトの船内でただ一人生き残り、その後200年余りの時を生きている。
つかみどころがなく、己の真意を悟らせないような話し方をする他、英語交じりの口調が特徴的。その目的は箱舟ヤマトに巣食う常闇ノ皇を倒し、アマテラスとともにタカマガハラへ帰ることだった。また故意ではないとはいえ、自身が原因で天神族が滅びてしまったことに責任を感じていたようである。
常闇ノ皇との最終戦ではアマテラスと共闘し、最後は共にタカマガハラへ旅立つ。
ツヅラオ
餡刻寺の住職で、強大な法力を持つ妖艶な尼僧。ヒミコの代わりに摂政として西安京を治めている。
実はアマテラスが会ったツヅラオはキュウビが成り代わった偽者で、本物のツヅラオは何年も前にキュウビに殺されていた（餡刻寺裏手の井戸にいまだ遺体が残っている）。その後本物のツヅラオは亡霊となってヒミコの危機を知って西安京へ急ぐアマテラスの前に現れ、アマテラスをヒミコのもとへ導く。八百比丘尼がモチーフ。本名は「九十九尾比丘尼（つづらおのびくに）」である。
本物のツヅラオの首の飾りの数珠は水色だが、キュウビが成り代わって化けた方のツヅラオの首の数珠は朱色である。
女王ヒミコ
ヤマタイ一族の人間であり、西安京の女王。政治からは身を引いて宝帝に一任している。西安京の混乱を治めるため、日夜祈祷をささげている。強い神通力と類まれなる美貌を併せ持つ。
千里水晶という水晶玉を使って鬼ヶ島の出現位置を予言しようとしていたが、キュウビに殺されてしまい千里水晶も飲み込まれてしまう。しかし実は鬼ヶ島の位置を掴むために自らの死すらも計算づくの行いであった。死して魂を千里水晶に移し、キュウビの体内で妖力を吸収することで予言を成功させるが、その直後に千里水晶ともども力を使い果たし消滅した。最終決戦でも筆しらべによってその姿が浮かび上がり助力する。
オキクルミ
カムイのウエペケレに住む青年。双魔神復活によるカムイ存続の危機に際し、宝剣「クトネシリカ」を持ち出し村の外で妖怪を狩り続けている。
出会い頭で剣を交えるものの、後に共闘することとなる。人間の状態でも狼の状態でもかなり強く、氷で出来た矢のような飛び道具や分身を作り出して攻撃をする。イッスンの素性を知っており、イッシャクの元から逃げ出した件も知っている。最終決戦でも筆しらべによってその姿が浮かび上がり助力する。
「オキクルミ」とはアイヌ語で「輝く皮衣を着る者」という意味であり、アイヌ神話に登場する英雄アイヌラックルの別名でもある。彼が持つ宝剣「クトネシリカ」はアイヌユーカラ（神謡）に登場する宝剣の名前である。
ピリカ
カイポクの妹。オイナ族の幼い少女。ケムシリ爺を凌ぐほどの霊力を持つがためエゾフジの「山興し」に欠かせないが、双魔神が暴れ始めたのと同時期に行方不明になっている。実は夢に現れたフクロウに導かれるままに幽門扉を通って100年前の世界に行き、ヤマタノオロチに心を呪縛されていた。「ピリカ」とはアイヌ語で「美しい、可愛い」の意。
英雄イザナギ
百年前、白野威と共にヤマタノオロチを封印した英雄であり、スサノオの先祖。スサノオと同様、精神統一と称した居眠りや自信過剰癖がある。だがその実力は本物であり、剣術以外にも刀を操って飛ばしてきたりと、多少ならば妖術も使用可能である。その持ち前のタフネスさは尋常ではない。愛剣である木刀「撲燃刃（ぼくねんじん）」はヤマタノオロチ退治の際に月の光を宿して金色になり、ヤマタノオロチを封印して宝剣「月呼（つくよみ）」と呼ばれるようになった。
白野威（しらぬい）
毎年、神木祭の満月の夜が近づくと神木村に現れていた白い狼。ヤマタノオロチの使いとして、生贄を品定めしているなどと村人から忌み嫌われていた。100年前、英雄イザナギと共にヤマタノオロチを討伐し、命を落として村の守り神として奉られている。
100年前のアマテラス自身であるが、ヤマタノオロチ退治の伝説とともに広く知れ渡っている白野威と現在のアマテラスが同一存在だとは終盤まで気付かない登場人物も多々いる。
現在のアマテラスと区別するために、絵巻で100年前側が「初代」と書かれたり、全盛期の頃と同じ姿になった状態のアマテラスが曲名などで白野威と称されている箇所があり、その見た目も隈取りが増え、体からは神々しい無数の光の帯が出ている。
あるボス戦で共に戦うことになるが、その力は非常に強力。プレイヤーが筆しらべを使用中に割り込み、黄色い墨で1回ずつ3種類の筆業（疾風、輝玉、一閃の順）を素早く描き、その性能はアマテラスを遥かに凌ぐ（疾風は強風が吹き、輝玉は巨大な爆風を起こし、一閃にいたってはたった一度の発動で無数の斬撃が発生する）。若き頃のイッシャクを相棒としていた。
イッシャク
ポンコタンの里長であり、イッスンの祖父。第六代天道太子。自称・伝説の剣士。カブトムシ型の兜をかぶっていて宝刀「電刃丸」を持っている。百年前に白野威と行動を共にした相棒。カムイでは、コロポックルを頭に乗せた狼の白野威がヤマタノオロチを退治したという伝説から、コロポックルを頭に乗せた動物を「コロポックル宿し」と呼んで特別視する風習も生まれている。現在は盲目になっているがアマテラスたちが双魔神を退治した後は目が見えるようになるまで回復している。

### 各地で出会う人物

#### 神州平原周辺
長老ミカン爺
神木村の長老。間が抜けたところも有るが誰よりも村を愛する人物。頭に蜜柑を乗せている。村の御神木であるコノハナ様が枯れたことを気にかけている。現在禁酒中。
一子相伝の秘技真神楽の継承者であり、花咲爺の師匠。葉が茂ったコノハナ様にアマテラスの力を借りながら花を咲かせることに成功する。その際、末期の酒と称し、禁酒の誓いを破って幻の酒「益荒男（マスラオ）」を一気飲みする。
実は禁酒の誓いを破ったことは一度ではなく、何かきっかけがある度に破って飲酒していたことがミカン婆の発言で判明する。
ミカン婆
長老の奥さんで長老をいつも支えている。物干しざおが無くなってしまい洗濯ができないことに悩んでいる。桜餅を作るのが得意で、夜に訪ねると作ってくれる。なお、桜餅を作る時は同社の作品であるストリートファイターシリーズの瞬獄殺と同じモーションで動き、画面に「餅」の文字が出る。
ムシカイ
いたずら好きな少年。ハヤブサという犬を飼っており、何かとアマテラスにハヤブサとの勝負を持ちかけてくる。初期稿では「ハナタレ」という名前だった。
ムシカイの母
女手一つで畑を守り抜く強い女性。頭に弥生土器を乗せている。自分の畑を荒らす者には容赦なく鉄拳制裁を加える。開発中には「チュートリアル親子」と呼ばれていた。
ハヤブサ
ムシカイの愛犬で、彼とは無二の親友。大根9本を連続で掘り出した記録を持っている。
その正体は里見八犬士の一匹である忠狗。本物のハヤブサは、ムシカイの父親と共にアガタの森を散歩中に妖怪に襲われ、二人とも殺されていた。居合わせていた忠狗は本物のハヤブサに、主の子が満月の夜に矢によって死ぬという予言と共に「主の子を頼む」という遺言を託され、二人を助けられなかったことへの罪滅ぼしとして、ハヤブサとしてムシカイと共に生活している。満月の夜になると予言回避のためにムシカイの言に背いてでも野外から周囲を警戒していた。同じ甲斐犬であったため、彼が気付くことはないと考えていたようだが、ムシカイは今のハヤブサが本物のハヤブサではないと気付いていた。
その後ヤマタノオロチの復活に伴い満月の夜に破天矢が放たれ、射線上にムシカイがおり危うく予言通りになりかけるも、ムシカイを体当たりで押し倒すことで回避し、無事予言は回避された。
ネムリ
玉乗りをしながら眠る器用な熊。玉が大好きで、新しい玉を見つけると飛び起きる。ネムリという名前はイッスンが付けた。
タマヤ
神州平原の花火職人。情熱とノリだけで作品作りに挑み、如何なる失敗も恐れない。花火に向けられた情熱は凄まじいが、祭りが終わると燃え尽き症候群なのか、抜け殻のようになってしまう。
彼の作る「真夜中の爆裂ボォイ（正確な技名は『大輪一番星 真夜中の爆裂ボォイ の舞』）」は、普通の花火を幾つも打ち上げながら中心には猪鹿蝶の絵柄を時間差で打ち上げる、「怒エラい」花火である。
名も無き男
神州平原の花咲谷入口の前に住居を構える陶器職人。タマヤのように陶器制作に熱が入っている。物語が進行するに連れ、最大5つの陶器を造ってくれる。物語後半に入るとアマテラスを「白狼斎（はくろうさい）」と呼ぶようになる。また、彼が造った陶器を神州平原のある場所に置くと、大量の幸玉が手に入る。
ミカヅキ
神州平原のハラミ湖にある十六夜の祠を管理する神官。真面目な性格ながら臆病である。アマテラスに妖怪退治の依頼書を配るように頼む。
カリウド
アガタの森に住む猟師で、コカリの父。狩りだけではなく魚釣りも得意で、息子のコカリにはたくましい男になって欲しいと思っている。カリウドの名は狩人に由来。
コカリ
カリウドの息子で、梅太郎の飼い主。梅太郎とは硬い絆で結ばれている。釣りの才能があり、その道を歩んでいく。
あるイベント後は梅太郎と共にアガタの森から旅立つが、終盤で少し成長した彼と再会できる。
梅太郎
コカリと厚い信頼関係で結ばれている勇敢な犬。よく妖怪などに食べられる。
かつて、森で妖怪と戦い、負傷したところをコカリに助けられる。その正体は里見八犬士の一匹、仁狗。
ぼくせんババ
アガタの森内の洞窟に住まう老婆の占い師。鑑定料を払うと攻略のヒントを教えてくれる。
キバメ
アガタの森にいる妖怪牙商人。妖怪牙とアイテムの交換についてを教えてくれる。
イダテン
神州平原を常に駆け回っている飛脚。アマテラスに幾度なくレースを持ち掛ける。
長老ハッサク爺
百年前の神木村の長老。イザナギが年に一度の村の祭りに家から出て来ないことに激怒する。
ハッサク婆
百年前の神木村に住むハッサク爺の妻。ミカン婆との容姿の違いは服装と頭部に乗せる果物だけである。
イザナミ
百年前の神木村の酒職人の女性。ヤマタノオロチの百人目の生贄だったが、イザナギと白野威の活躍により、彼女の召し取りは阻止される。クシナダとは容姿が瓜二つであり、またイザナギの想い人でもあった。その八塩折之酒にはヤマタノオロチを酔わすほどの力があった。
ナゾカイ
百年前の神木村の少年。アマテラスを生贄の選定に来ていると思い込み、殴りかかろうとする。ムシカイ（現代）とは瓜二つだが、ムシカイが虫（トンボ）に紐を括りつけて飼っているのに対して、ナゾカイはアダムスキー型のUFOのような浮遊する謎の物体を飼っている。
シャクヤク
百年前の神木村にコノハナの苗木を植えた、サザンカたちの祖先。サザンカと違い、アマテラスの隈取りが見えている。
ボタン
シャクヤクの妹。シャクヤ（幼いころのサクヤ）と遊んだことがある。

#### 高宮平周辺
オオツチ
土竜愚連隊の隊長を務めるモグラ。大の悪戯好きで、子分たちとつるんで通行料として金銭を要求したり、茶屋の主人が大事にしている湯呑みを奪ったりしている。
コツチ
オオツチの子分にあたるモグラ。4匹いるが、どれも同じ呼び名。
備後（びんご）
高宮平でダウジングを行っているトレジャーハンター。ここが有望だと言って、一定の場所を徘徊している。
舌切り婆
昔話「舌切り雀」のおばあさんがモチーフ。原作通りの嫌な性格をしている。月の光を浴びると力が漲ると言っているが、正体は烏天狗であり、捕まえた動物を食していた。
舌切り爺
昔話「舌切り雀」のおじいさんがモチーフ。原作では善人だが、大神においては舌切り婆に輪をかけた悪人であり、舌切り婆同様烏天狗が化けている。
ジャンバ太夫
スズメ組のボス。娘のチュンジャクを溺愛している。いつも「ヂュン」としか言わず、その意味はお付きの雀が恐れながら説明する。
春雀（チュンジャク）太夫
ジャンバ太夫の愛娘。スズメのお宿の看板娘で、舌切り爺と婆に捕まっていた。イッスンには口が悪い。
温泉番
スズメのお宿の温泉を管理する雀。温泉が涸れて困り果てており、両手に松明を持ってお湯乞いの舞いを踊っていた。それでもお湯が出ず、けじめをつけるために自ら焼き鳥になると言い出した。
タイジャン
竹ノ介という犬を拾い養っているスズメ組の一員。
竹ノ介
タイジャンの飼い犬。その正体は里見八犬士の一匹、義狗。
竹取翁
「竹取物語」に登場する竹取の翁がモデルのキャラクター。クサナギ村で竹細工を作り、生計を立てている。自宅はクサナギ村にあり、その周りには竹が生えている。とても涙もろく、笹部郷に来ることのできる数少ない人間。地中の鉱脈に反応して音を出す鹿おどしを背負っている。
カグヤ
美しい金色の髪を持つ女性で、竹取翁の孫娘。翁の使いで西安京に竹細工を売りに来ていたが、エキビョウが操る宝帝によって屋敷の牢に捕らわれていた。
正体は月の民。自分の出自を知り、月に帰ることを竹取翁に告白するが、翁は最初から彼女が月の民であることを知っていた。最終的に、笹部郷に埋まったロケットで月へと帰ってゆく。
竹取翁共々涙もろい。モデルは「竹取物語」のかぐや姫。
フセ姫
クサナギ村の風神宮を守る里見一族の巫女で、犬の耳を模したような髪型をしている。普段は優しいが怒ると怖い。
八犬士が言うことを聞かないのが悩みらしいが、赤カブト退治の後に、クサナギ伍を鍛え上げる。
八犬士
里見家に代々仕えて仁、義、礼、智、忠、信、孝、悌の宝珠をそれぞれ持つ犬。八犬士はフセ姫と同様に、『南総里見八犬伝』がモチーフとなっている。それぞれ犬種が決まっており、仁狗は豆柴、義狗はシベリアン・ハスキー、礼狗はポインター、智狗は日本スピッツ、忠狗は甲斐犬、信狗はボクサー、考狗はコリー、悌狗は土佐犬となっている。義理堅いが、わがままでマイペースなので、フセ姫を困らせている。その内の三匹がハヤブサ、梅太郎、竹ノ介としてそれぞれの道を見つけたため、新たにクサナギ伍（ファイブ）が結成された。設定当初は、犬を模した人間だった。
ヤツフサ
フセ姫の夫で風神宮の神主を務めていた。赤カブトとの抗争の末、命を落とし、風神宮をねぐらにする地縛霊として登場している。最愛の妻が心配で成仏できなかった。視力を失っているが心に姿形を感じることが可能で、アマテラスは美しい女性の姿として映った。
ハルカ
クサナギ村の宿に宿泊していた女性。妖怪に両親を殺害されて以来薄幸な生活が続いたため、自殺を考えていた。アマテラスに「仇討ち血判状」を託す。

#### 両島原周辺
ハヤテ
両島原を走り回っている飛脚で、イダテンの弟。イダテン同様、アマテラスに勝負を持ち掛ける。
イナバ
両島原にいる「動物好きの男」が飼っているウサギ。白と黒の毛色をしている。
ナグリ
都のほとんどの建物を手掛けた、腕利きの大工。疫病にも負けない体をもった数少ない人物。「ナグリ」は金鎚の俗称。
桃太郎
「お遊び」の鬼退治の仲間を探しているらしく、アマテラスもスカウトされる。背中に「一日一個」と書かれた旗を背中に差している。この旗は、準備稿では血糊がついたデザインだったり、内容が「一日一殺」や「天下無双」と書かれたデザインだった。また、アマテラスを率いて鬼ヶ島に乗り込むというイベントが企画されていたが、結局廃案となった。
花咲爺
西安京に居を構え、桜並木の手入れをしている老人。語尾に「ダニ」をつけて話す。頭部に桜が咲いている。神木村のミカン爺から秘技「椿神楽（ちんかぐら）」を伝授されている。
ベンケイ
自分の武術を試すため、腕の立つ武人に勝負を挑みその武器を奪いながら全国を回っている破戒僧。記念すべき千本目に西安京の湖にいるという「生きている太刀」と勝負しようとしている。アマテラスの「釣り」ミニゲームで生きている太刀の正体「太刀魚」を釣った後、その正体に白けて刀はどうでもよくなり、釣りに熱中するようになる。
ヤマネコ
西安京唯一の料亭「山猫亭」のネコ顔の亭主。大竈に火を付けようと必死になっている。
流行衛門（はやえもん）
西安京の呉服屋の店主。店先の柳並木に幽霊が出るという噂を流した本人。作業場で新作のアイディアに困っている。
三太（さんだ）
西安京庶民街の柳並木に現れる幽霊。生前に雷に打たれて死んだため、電流をまとっている。幽霊となって暇を持て余していたが、あるイベントで必要不可欠な存在となる。
スリの早蔵
西安京の庶民街を騒がせているスリ。夜間にのみ活動し、通行人の所持品を掏っている。アマテラスに発見されると、自分の行動を自慢げに語る。かなりの駿脚の持ち主であると同時に分身の術まで心得ており、筆しらべを使わないと捉えることができない。
真澄
各地を旅している侍。常に「斬ル目録」という妖怪手配書をもっており、昼間は勿体つけて見せてはくれないが、夜間に西安京の山猫亭で泥酔している彼に話しかけるとあっさりと見せてくれる。
桜子
西安京庶民街の西側に住む女性。病弱な父親と暮らしており、父親は舶来の香草調合薬「神粉」でしか治せない病気にかかっていた。しかし水龍が両島原で暴れていたために貿易船が途絶えたことにより価格が高騰し、手を出せないでいた。香典袋を模した着物を着ているが、おっ父が回復した後は熨斗袋に変わる。
おっ父
桜子の父親。白い死装束に線香を頭に載せた出で立ちをしている。不治の病のため寝たきりでいたが、アマテラスの救済により回復した。しかし、それとは別に「桜が咲き続ける限り寝食を忘れて踊り続ける」という不治の病を持っている。
アベノ
陰特隊の新人隊員。入隊早々、隊員の証である仮面を掏られてしまう。ウシワカに憧れている。
カモノ
陰特隊の隊員であり、アベノの先輩。ウシワカ邸の警備を担っている。ウシワカに忠誠を誓っている。
阿国
西安京貴族街に住む女の子。水龍に関する歌をうたっている。
ゲンナイ
西安京貴族街の五重塔の最上階に隠居している発明家。相対性理論やからくりの研究を行っている。初期は女性という設定だった。
宝帝（たからのみかど）
西安京の事実上の為政者。大柄で大量の金品を身につけている。以前に原因不明の病に倒れて以来、病床に伏している。妖怪エキビョウに取り憑かれ、西安京に充満していた謎の霧の原因となっていた。後にアマテラスたちの活躍でエキビョウが倒された後、無事回復する。衣装にはバイオハザードのシンボルが印されている。
ウミネコ
両島原北にある料亭「海猫亭」の亭主。ヤマネコ同様にネコ顔である。語尾に「ザンス」をつけて話す。調理場でカジキマグロと奮闘している。
漁師ウラシマ
子供たちにいじめられている漁師。タライを身に着けている。龍宮へ行ったことがあるが、そのために不老の身体となり、子供のままで数十年生きてきた。後にアマテラスたちが龍宮から持って帰ってきた「玉手箱」で本当の姿（老人）に戻る。母とされる老婆と同居しているが、実はこの老婆は彼の妻で、事実上ウラシマとほぼ同年齢である。彼の話す訛ったセリフは神谷の出身地である長野県松本市付近の方言がモデル。
シャチ丸
龍宮の使いであるシャチ。両島原北海域で龍宮に行く資格のある者を待っていた。ウラシマを龍宮へ連れていったのも彼である。水龍を凌ぐほどの泳力を持っている。シャチだが白黒模様ではない。
オトヒメ
龍宮の長を務める美しい女性。夫であるワダツミの死後、龍王の地位を継ぐこととなる。後にアマテラスたちがキュウビを追って鬼ヶ島へ向かう際に、島の結界を破るために自ら水龍の姿に変身して島への架け橋になった。実はワダツミとの子を身籠っており、エンディングのスタッフロールで子供が無事生まれたことが描かれている。
龍王ワダツミ
オトヒメの夫で、第27代竜神族族長。竜神族に伝わる秘儀により、水龍となり海を守っていたが、妖魔王（キュウビ）の妖力の強大さに太刀打ちしきれず、妖魔王から妖器「キツネ管」を奪うも心を狂わされ、両島原海域を荒らしまわる暴龍となってしまった。最終的にアマテラスによって鎮められたが、その直後に息を引き取り、両島原の海底で深い眠りについた。
踊り子隊のリーダー
枯れてしまった泉（漫遊泉）を復活させようとしている踊り子隊のリーダー。踊り子たちの中で一人だけ恰幅のいい体型をしている。本来この泉は龍宮から地上の各地を見守る窓のようなものなのだが、各地へお忍びで旅する手段になるように勝手に改造した。

#### カムイ
カイポク
オイナ族の女の子。イッスンの幼馴染で、オキクルミの良き理解者。正義感が強く、村を飛び出していったオキクルミを心配している。
アイヌ神話上でのカイポクとはオキクルミの妻となる女神である。
サマイクル
オイナ族随一の戦士で、現村長。妖怪たちから長老を守っている。言い方はきついが心根は優しい性格。読書研究が趣味である。サマイクルはアイヌの英雄のこと。北海道では、地域によって伝承が異なるが、オキクルミとは兄弟、相棒、隣村の村長同士などとされ、北海道北部では、サマイクルは愚か者、オキクルミは勇猛な神とされ、南部ではその逆と伝わっている。
トゥスクル
オイナ族の女性祈祷師。仮面の上に梟を二羽乗せている。イリワク神殿の入り口、アフンパラ大門の前に住居を構える。「トゥスクル」とはアイヌにおけるシャーマンのことである。設定初期では「オモヒカネ」（日本神話に登場する知恵の神オモイカネが由来）という名前だった。
ケムシリ爺
オイナ族の長老で、元は村長を務めていた。狸に対して異常な愛着を持っている。イッスンとは面識がある。かつて「山興し」と呼ばれるエゾフジの火山噴火をさせる伝統行事を取り仕切っていたが、現在は霊力の衰退と双魔神の出現により、中止せざるを得なくなっている。
ワリウネクル
オイナ族の青年。自意識過剰で、いつも妖怪が自分を狙っていると被害妄想を抱いている。アマテラスに半強制的に妖怪手配書を渡す。
「ワリウネクル」とは、アイヌの信仰において「人間を生み出した神」とされ、また、オキクルミの息子ともされている。
ミヤビ
ポンコタンに住む女の子であり、イッスンの幼馴染。イッスンが第七代天道太子になることを願っていた。ピリカが行方不明になった理由を知っている。
イッカン
ポンコタンの落款職人。落款を作るというが、高額を提示してくる。筆しらべで模様を描いて、作業場を出ると、エンディングにて作った落款が登場する。
ゲンゴロウ
ポンコタンの道具屋。森で落とし物を拾うのが趣味。

#### 天神族
マルコ
天神族の亡霊。箱舟ヤマトでアマテラスとの再会を喜んでいた。行商人と牙商人の両方を兼ねている。
スサド
天神族の亡霊。箱舟内で妖怪に殺害された後もアマテラスに真実を伝えるべく亡霊となって現われる。
アズミ
天神族の亡霊。ヤマト墜落の経緯をアマテラスに伝える。
ハクバ
天神族の亡霊。ウシワカの正体を語る。

#### その他
各地を移動する人物など。
サザンカ
妹のツバキと旅を続ける女性。先祖はナカツクニ中に「賽の芽」を植えてまわったとされ、先祖の故郷の国を探している。何にも頼らない逞しさを秘めたクールな女性。旅の道中、神木村に立ち寄ることとなる。ある理由から神霊に否定的な考えを持っており、その存在をなかなか信じない。設定当初は男だった。
ツバキ
サザンカの妹。サザンカとは大分歳が離れておりその性格は純粋無垢でいかにも子供らしい。性格は正反対の姉妹だが仲は良い。
また、アマテラスの本当の姿（白い狼ではなく、隈取と神器のある姿）とイザナギ窟への入り口を見ることができる。
虚無僧（こむそう）
各地の村や町に現れ、話しかけると妖怪との戦闘が始まる。アマテラスと妖怪の戦いを察知でき、戦闘にかかった時間を教えてくれる。
小柄鬼斬斎（こづか おにぎりさい）
小柄流の頭首で武術の達人。ナカツクニ各地に道場を開いているようで、旅の先々で出会うが経営難であるらしく、勧誘めいた伝言板を道場前に設置している。普段はとても温厚な性格と顔付きだが、ひとたび武術を伝授する段になると騙し絵のように頭部が回転・顔が反転し、ビューティフルジョーの如く武術の鬼となる。またその際には、炎を象った模様が道着に現れる。
ヨイチ
本職は西安京の警備兵。リンゴが大好物。自分の弓の腕前を持て余し、それを活かしてもっと楽に生きたいと考えている。
クニヌシ
スサノオとクシナダの息子。当初はエンディングに登場する予定だったが、作中ではエンディングイラストに描かれているのみ。スサノオ似だが、3歳にして剣術の達人で若ハゲという設定。続編に当たる『大神伝 〜小さき太陽〜』では主人公チビテラスの相棒として登場している。ただし、本作制作時点でデザインされていた容姿とは大きく異なり、若ハゲでもなくなっている。

### 妖怪

#### ボスキャラクター
女郎蜘蛛（じょろうぐも）
ヤマタノオロチの手下で、ツタ巻き遺跡をねぐらにする妖怪。巨大なクモのような姿をしており、腹部を巨大な花に擬態して、寄って来た獲物を貪る。目のない女性のような顔が頭部についており、腹の内部に8つの眼球を格納している。口が悪く、戦闘前にはアマテラスをひたすら中傷する煽りシーンが存在する。アマテラスによって倒されると大輪の花へと姿を変えた。
赤カブト
ヤマタノオロチから流れ出た血より生まれた大妖怪。百年にも渡り風神宮の宮司と戦いを繰り広げた高宮平の妖怪の首領で、体の内は猛々しい炎が燃えさかっている。ヤマタノオロチの火の首と同じ甲冑を身にまとっており、甲冑を筆しらべにより外すと炎に包まれた本体（牛の全身の骨格に人の両腕の骨が付いた状態）があらわになる。神風を止め、クサナギ村に妖気を撒き散らした。ヤマタノオロチの炎の首のようなものを8本立ち昇らせることができる。
ヤマタノオロチ
星の海から飛来してタカマガハラを襲った大蛇。炎、闇、風、水、雷、光、毒、土の8本の首があり、それぞれに意思がある。
背中の鐘の音は人の心を惑わすことができるとされ、生贄には煩悩の数である108つの音色を聴かせて惑わす。また強力な結界を有していて通常の攻撃を一切受け付けない。心が弱い者だと、自身の名前を聞いただけでも呪われてしまう。
かつて、アマテラスとの戦いの中で共に下界に落ち、十六夜の祠を根城にした。200年前から満月の晩の神木祭の日に、神木村の生贄を毎年1人ずつ喰らい百の生贄を喰らうことで常世の神たらんとしたが、100年目となる100年前にアマテラスとイザナギによって8本の首を斬られて宝剣「月呼」によって封印された。
その100年後の現代、イザナギの子孫スサノオが宝剣「月呼」を抜いたことにより復活するが、妖力は封印中に100年前より募らせていたものの、真の力は封印されたままになっている（作中では真の力を発揮する100年前のものを真ヤマタノオロチと表記）。真の力の解放にはイザナギの血を継ぐ者との血盟が必要になるため、復活後も夢枕でスサノオを誘惑し続けていた。アマテラスとスサノオによってイザナギ神話の再現のように倒されるが、その体から4つの怨霊が四方に飛び立った。ヤマタノオロチも常闇ノ皇の闇の流れの一部であるという。
圧倒的な存在感から開発中にはラストボスとして登場させる案が出されていた。
基本的に悪役もどこか抜けている大神キャラクターの中でも終始真面目な大悪役だが、雷の力を司る首だけはその兜の形状から片目が完全に覆われて死角となっており、ムービー中や戦闘中でアマテラスや生贄のクシナダを探す際に右往左往してしまう。またオープニングで復活した際にも雷の力を司る首は障害物に頭をぶつけるなど、ボケ担当のような扱いになっている。
エキビョウ
宝帝の体内に巣食い、都に原因不明の病を流行らせていた妖怪。戦乱で多くの血を吸った妖刀「金釘（かなくぎ）」が妖怪と化した姿であり、ヤマタノオロチから飛び立った怨霊の1つ（壱悪鬼）が合わさっている。無数の刀や矢が刺さった、独りでに動く鎧の姿をしており、手にした妖刀「金釘」を振るい目にも留まらぬスピードで攻撃してくる。本体である妖刀「金釘」を破壊されると再び怨霊が飛び立った。エキビョウとは疫病のこと。
キュウビ
妖魔王を名乗る大妖怪。神出鬼没の城塞「鬼ヶ島」を根城とし、西安京の摂政ツヅラオを暗殺してその姿に化け、エキビョウと共に両島原を攻め落とさんとしている。両島原の海中にある龍宮に侵攻するも龍王ワダツミに妖器「キツネ管」を奪われ、本来の力を発揮できなくなっていた。
卑弥呼の決意を知っていたアマテラスから「キツネ管」を取り戻した後、古井戸の通路を通じてヒミコのいる宮殿に侵入しヒミコの命を奪った。その直後にやってきたアマテラスと狐の能面を被ったツヅラオの姿（名前は「化け九十九尾」）で交戦した後、体制を立て直すために鬼ヶ島へ逃走する。
アマテラス同様、筆しらべの神通力を持ち、筆しらべを使用中に割り込んで筆しらべを使用してくる。といっても性能はアマテラスには及ばず、使える筆しらべも数種類程度（輝玉、氷嵐など）で、描くスピードも遅め。しかしキュウビ自身は「神をはるかに超える通力」と自身の力に絶対の自信を持っている。また九支剣を使用する。白味掛かった体に隈取りのような模様、角張った肩と足の飾り（アマテラスのものは丸い）を持ち、筆神のような星座に宿った登場を演出してみせた。
前述した「ツヅラオ」は右目が髪で隠れていたが、これは、化けていたキュウビの右目が潰れているためである。正体は古狐であり、ヤマタノオロチから飛び立った怨霊の1つ（弐悪鬼）の宿る狐の面によって九尾と化していた。またエキビョウが滅んだ後、狐の面には壱悪鬼も宿している。キュウビが倒れると2つの怨霊は北方に飛び立った。
双魔神モシレチク・コタネチク
その昔、カムイの英雄によりイリワク神殿に封じられた双子の魔神。その姿から黄金魔神モシレチク、白銀魔神コタネチクと呼ばれる。腹部に時計の機械が埋め込まれたカラクリ仕掛けのフクロウのような姿をしている。ヤマタノオロチから飛び立った怨霊（参悪鬼、肆悪鬼）が宿り復活した。後に壱悪鬼と弐悪鬼もそれぞれ宿っている。カムイを氷漬けにしようと猛吹雪を吹き荒れさせてエゾフジの火山活動を止め、噴火の儀式が可能なピリカの夢にカムイの守り神であるフクロウの姿で現れて幽門扉から100年前のヤマタノオロチの元へ追いやった。時間を操る力があり、モシレチクが時を止めている間にコタネチクだけが動いて攻撃、コタネチクが時の流れを遅くしてモシレチクだけが通常行動（相対的に高速行動）という連携が可能。戦闘はコタネチクとは白野威とのタッグ戦、双魔神とはオキクルミとのタッグ戦となる。
モデルはアイヌの伝承に登場する魔神で、「モシレチク・コタネチク・モシロアシタ・コタネアシタ」とも言われる。本ゲーム内の設定では、両者の名を繋げると意味をなし、「時を刻むもの」や「月の歯車」など様々な解釈があるとされている。オイナ族の中ではその名を口にすることすら禁じられ忌み嫌われている存在で、正確な意味は失伝している。
明治時代をイメージしてデザインされている。
常闇ノ皇（とこやみのすめらぎ）
災厄の元凶であり、箱舟ヤマトに潜む暗黒の君主。本作の最終ボス。大神設定画集には「デザインしたときは空亡という名前で、実際にいた妖怪だ」「百鬼夜行絵巻のラストで妖怪を押し潰す最強の存在」と書かれているが、正確には空亡とは「干支において天が味方しない時」である（天中殺を参照）。また、百鬼夜行絵巻のラストにそのような存在は無い（百鬼夜行絵巻を参照）。
数多の妖怪を率いる大妖怪、というよりも妖力そのもののような存在であり、無機質で機械のような印象を与える。ゲンナイによれば正体不明のガラクタを組み合わせて作られるナカツクニの全てのカラクリの祖は常闇ノ皇に行き当たるという。球体内部には胎児のような姿の本体がある。
アマテラスより神としての力である13種の筆しらべを奪う。基本的に球体だが5種類形態が存在し、各形態ごとに倒す必要がある。各形態につき入手した順に3つずつ筆業を取り戻しながら戦う。
最終形態はフィールドが真っ暗なうちは無敵であり、「光明」の筆しらべを発動しなければ浄化は不可能。
開発中期の構想においては月宮殿で登場し、ロッサムという名前だった。
AC/Wii『タツノコ VS. CAPCOM CROSS GENERATION OF HEROES』にラストボスとして登場。原作の戦闘場面で流れる「太陽は昇る」も原曲のまま使用されている。

#### 雑魚キャラクター
天邪鬼（あまのじゃく）
ゲーム序盤に出現する妖怪。邪鬼面紗という白い布で顔を隠し、音楽をかき鳴らして人間に災いをもたらす。敵として登場するほかに行商人や料理人、見張りや台の上げ下ろしまで様々な役割の者がいる。アマテラスをただの狼と勘違いするなどの間の抜けた言動を見せたり、自分が雑魚であることを理解していたりと、戦闘時以外は愛嬌のあるキャラクターとして描かれている。
緑天邪鬼
「イ」と書かれた面紗を付け、笛を持っている天邪鬼。猿のような素早さで走り回り、人間に様々な悪事を働く。出現時に笛の音が鳴る。
赤天邪鬼
「ロ」と書かれた面紗を付け、琵琶を持っている天邪鬼。琵琶を使って防御する。
身体が赤いのは酒を飲んだせいで赤くなったとも言われており、琵琶の弦を切ると一目散に逃げていく。
黄天邪鬼
「ハ」と書かれた面紗を付け、大きな太鼓を背負っている天邪鬼。土に潜って移動し、太鼓をたたいて衝撃波を放ち、地上では太鼓をロケットランチャーのように撃ってくる。
人間が就寝している時に太鼓を鳴らして驚かす。
青天邪鬼
「ニ」と書かれた面紗を付け、縦笛を持つ天邪鬼。凧を背負い、この凧で空中を飛び回る。
上空で人の真上を飛び、罵詈雑言や汚物を撒き散らす。
黒天邪鬼
面紗がなく、顔に直接「ホ」と書かれており、鼓を持つ。登場時に鼓の音が鳴る。周りに四つの髑髏を漂わせており、この髑髏から光線を放つ。
天邪鬼の中でも高貴な存在で、姿を見るのもおろか絵姿にしただけでも呪われてしまうと言われている。
地蔵
両島原に出現する、首の無い地蔵の姿の妖怪。ならず者によって首を切り落とされた地蔵に妖気が宿って生まれ、自分の首を探すため夜な夜な歩き回るという。天邪鬼がベースになっている。
首無し地蔵
赤天邪鬼のような動きをする。錫杖で叩いてくる。
捨鐘地蔵
釣鐘を背負った地蔵。釣鐘がうるさいという身勝手な因縁を付けられ、首を切り落とされて死んだ僧の無念が地蔵に宿って生まれた。黄天邪鬼のように地中を移動し、釣鐘を撃ってくる。
光背地蔵
光輪を背負った地蔵。青天邪鬼のように飛び回る。その神々しい姿を利用して、自身を拝む者を惑わしてくる。
首刈り地蔵
黒天邪鬼がベースになっており、地蔵の中でも最も恐ろしい存在。自分の周りに地蔵の頭を漂わせている。
なまはげ
カムイ到達以降に出現する妖怪。強さは天邪鬼とあまり変わらない。戦闘時には奇声を発しながら襲いかかる。また、実際のなまはげとは性格が正反対であり、働き者の善人を攫っていくといわれている。
なまはげ
緑天邪鬼がベースになっており、立て札を持っている。強力な屁を放つ。
出刃なまはげ
赤天邪鬼がベースになっており、巨大な出刃を持って襲いかかる。逸話では侍に出刃を払いのけられると、すっかり怖気づいて、もう悪さはしないとどこかに去っていったという。
桶なまはげ
黄天邪鬼がベースになっており、巨大な桶を背負っている。働き者を桶の中に閉じ込めやろうと、雪の中に潜んでいる。
唐傘なまはげ
青天邪鬼がベースになっており、唐傘で空を飛ぶ。飛んでいるあいだ、回転しながら体当たりしてくる。逸話では風の中を飛んでいるのを発見されて「なんて働き者なんだ」と言われ、それ以降風が吹いている間は現れなくなったという。
号砲なまはげ
黒天邪鬼がベースになっており、周りに四つの面を漂わせている。他のなまはげが善人を攫うのに対して、このなまはげは小心者に活を入れようと怒号を浴びせる。
埴輪
100年前の神州平原に出現する、埴輪の形をした妖怪。無理矢理殉死させられた戦士の魂が埴輪に宿り妖怪になった。
埴輪戦士
緑天邪鬼がベースになっている。
埴輪武者
赤天邪鬼がベースになっている。死しても、かつての戦いに焦がれて戦い続ける好戦的な埴輪。
埴輪鼓舞
黄天邪鬼がベースになっている。オロチの妖気を受けて動き始めた。
埴輪大凧
青天邪鬼がベースになっている。オロチの妖気を帯びた風を長い間浴び続けた結果妖怪と化した。ハンググライダーで飛び回り、妖気の玉を放って下にいる者を襲う。
埴輪将軍
黒天邪鬼がベースになっている。かつての勇将の魂が宿っているが、オロチの妖気の影響でかつての部下の魂の宿る頭を投げつけてくるなど、かつての面影は微塵もない。
輪入道（わにゅうどう）
車輪の形をした妖怪。それぞれ、目、鼻、口、耳を模ったものがある。
炎を纏い、見た者を焼いて目をえぐり取ると言われている「朱目輪入道（あけめわにゅうどう）」、氷を身に纏い、冷たい言葉ばかり口にする女が牛車に轢かれて生まれた「氷唇輪入道（ひょうしんわにゅうどう）」、電気を帯びた、忠告を聞かない頑固者の魂が車輪に宿った「雷耳輪入道（らいじわにゅうどう）」、天狗が化けた姿で風を纏い、目にも留まらぬ速さで走り回る「天狗輪入道（てんぐわにゅうどう）」がいる。
雲外鏡
宝帝の屋敷に現れる鏡の付喪神。輪入道に似ているが、鏡面に人の絵柄が映っている。
炎を纏って歌舞伎役者の顔が映っており、生前のあらゆる怒りを死んでも忘れられず鏡に魂を吸われた者が妖怪化した「烈火雲外鏡（れっかうんがいきょう）」、氷を纏って芸者が映っており、美しさに固執するあまり怨念となって鏡に吸い込まれた女役者が妖怪と化した「冷艶雲外鏡（れいえんうんがいきょう）」、雷を帯びて歌舞伎役者が映っており、雷に撃たれた鏡が付喪神となり、下手な演技をする者に雷を落とす「轟雷雲外鏡（ごうらいうんがいきょう）」 、風を纏って翁が映っており、怠け者の家に入りこんで家の中を散らかす「陰風雲外鏡（いんぷううんがいきょう）」がいる。
とある場所で戦える冷艶雲外鏡と陰風雲外鏡以外は宝帝の屋敷のみでしか現れない。
鎌鼬（かまいたち）
炎、氷、雷の3種を合わせもった三匹のイタチが輪っか状に組み合わさった妖怪。あまりの速さに姿を捉えられず、その姿はさながら旋風が通っているように見える。動きとしては輪入道や雲外鏡と似ているが、一閃を加える度に属性が変わる。
二郎丸・三郎丸
難破船に巣食う妖怪。それぞれサメの上半身と下半身をヤドにしたヤドカリのような姿をしている。結婚を許されなかった男女が海に身投げし、この姿になった。手塚治虫の『どろろ』に二郎丸・三郎丸と名づけた二匹のサメの妖怪を操る、「サメになりたい」という願望を持つ少年、不知火が登場し、そのオマージュとなっている。
一郎丸
二郎丸と三郎丸が合体したもの。サメのような姿をしている。生前の果たせなかった想いを遂げたことでこの姿になるとされ、恨みを晴らすために海に入ってきた者を見境なく巨体で押し潰す。アマテラスを見つけると跳躍して押しつぶそうとする。
袋狢（ふくろむじな）
とある場所で戦える妖怪。ムジナだが女郎蜘蛛に酷似している。倒せば袋狢が所持する財宝が手に入るという。
さらにある条件を満たしてからもう一度行くと、「百鬼夜行（連続羅城門）」が発生する。
鬼灯（ほおずき）
鬼灯の実のような妖怪。種を飛ばして人を襲う。頑丈な蕾で自身の核を守っており、怯ませてから「桜花」をすると核が出現する。
鵺（ぬえ）
茶釜のような姿をした妖怪。原典の妖怪に倣うなら顔は猿、尾は蛇、手足は虎で胴体はタヌキであるはずだが、胴体は茶釜になっている。茶釜が邪な者の邪気を浴びたことでこの姿になったと言われている。基本的に鬼灯と同質だが、気絶した時に一閃を使うと大ダメージを与えられる。
雪童子（ゆきどうじ）
蓑を着た子供のような姿の妖怪。氷の手足と灯篭の尻尾が生えたかまくらに入っている。かまくらに入って来た人間を凍死させる。炎でかまくらを溶かすと、本体が露出する。
骸金魚（むくろきんぎょ）
空中を浮遊する不気味な金魚の妖怪で海に身投げした女の末路。筆しらべで地上に落とすと、突進攻撃を仕掛け、アマテラスにひっついて自爆する。
烏天狗（からすてんぐ）
骸金魚のように空中を舞う妖怪。剣術を極めようとしたものも死んでしまった者の無念が烏に宿ってこの姿になった。一閃すると刀で防御する。
姑獲鳥（うぶめ）
侍に切り捨てられた女性が妖怪化した烏天狗に似た女性型の妖怪。番傘の仕込み刀が武器。番傘を開くと、破魔札を除いてどんな攻撃も無効となる。
青入道
常に中空を飛びながらアマテラスを追尾する一つ目入道の妖怪。咥えているキセルの火が消えると、怒りが静まるまでは手が付けられないほど攻撃的になるがキセルに火を灯すと怒りを忘れてしまう。また、攻撃系の筆しらべはすべて無効になる。
大天狗
巨大な赤い仮面を被った妖怪で、心の迷いが生じた修験者がこの姿になった。青入道と同じくかなり遅い速度で頭上を旋回しているが、時間が経過すると突然怒って仮面を取って鼻を武器に、仮面を盾にした形態となり、太陽器の三分の一を削る猛攻を加えてくるため、水郷や吹雪で大天狗を冷やして怒りを静める必要がある。通常は単体で闘うことになるが、ある場所では複数を相手にすることになる。
赤鬼・青鬼
鬼ヶ島に出現する妖怪。これらは必ず一組で出現する。牛のような体つきが特徴。基本的なゲームシステム上の骨格はボスの赤カブトと同質。両者とも鬼瓦のような鉄仮面をつけており、前方からの攻撃は不可能だが、怯んだ時に一閃すると鉄仮面を粉砕でき、素顔が露出する。主な攻撃は突進と、金棒を振り回す攻撃。
牛頭鬼
カムイに出現する妖怪で、地獄の獄卒を束ねるリーダー格。赤鬼・青鬼の使うのと似た攻撃を繰り出し、体力も高い。初戦以外では一度に2体も登場するため退治するのに苦戦する相手。
牛のような姿をしているが顔と尻は蜘蛛の特徴を持つ。
守護土偶
巨大な遮光器土偶。月より現れたとされる妖魔。目にも留まらぬ速さで移動し、剣を使って攻撃を繰り出す。
管ギツネ
水龍の体内に出現する、狐管に潜む妖怪。墨ヒョウタンの墨を吸い取る技を使う。
法術師が使役する使い魔。使いこなせば福を招くが、使い方を誤ると農作物を不作にしたりと災厄をもたらす。

#### 手配書の妖怪
各地でもらえる手配書に書かれた妖怪。人間の恨みを買った証である神器「破魔矢」が体に刺さっている。基本的には通常の妖怪と同じだが、用心深く、夜の間しか姿を現さない。
手配書一枚に五体の名が書かれており、その五体とも同じ種類。全てを退治した後に手配書をくれた人に話しかけると、報酬としてアイテムが貰える。
ミカヅキの妖怪手配書
神州平原に現れる、ミカヅキが頭を悩ましている赤天邪鬼。「きかん坊の 鬼丸」「障子破りの 琵琶丸」「格子抜けの 悪蔵」「弦断ちの 衣蔵」「地団駄の 十夜」の五体。
ハルカの仇討ち血判状
ハルカの両親の仇である骸金魚。高宮平に現れる。「にっくき 出目金魚」「積年の恨み 怪金魚」「許すまじ 死出の羽衣」「腸煮え繰り返る 羽悪魔」「末孫まで呪いし 悪魚」の五体。
真澄の斬ル目録
両島原に現れる雷耳輪入道。真澄いわく「凶悪な妖怪」らしい。「脅威！ 百轢殺大車輪」「悪夢！ 地獄耳大車輪」「騒然！ 悪辣大車輪」「空前！ 快楽殺人車」「絶後！ 稲光爆殺車」の五体。
ワリウネクルの妖怪図録
カムイに現れる雪童子。ワリウネクルの命を狙っている（と本人が思っている）殺し屋妖怪。「遠くから 怪童子」「覗き見の 雪ん子」「振り向けば 雪妖怪」「気がつけば 雪悪魔」「夢枕の 悪童子」の五体。

#### 障害物系の妖怪
錠前お化け
錠前が顔になった妖怪で、一つ目が鍵穴になっている。アマテラスの頭突きや一閃を受けても舌を出して笑うだけだが、「破魔矢の鍵」を咥えて近づくと、嫌がる素振りをみせる。
クサリグモ
宝帝の屋敷や鬼ヶ島に出現する、背中に般若の顔がついた蜘蛛の妖怪。上下に移動したり、振り子のように左右に揺れており、倒すことはできない。
ワタリグモ
宝帝の屋敷に出現する蜘蛛の妖怪。胴体が盃になっている。糸の上を移動するだけで何もせず、足場として利用できる。赤の個体は何もせず、黄色の個体は上に乗ると身をよじり、青の個体は上に乗ると高速で動き出す。
タギリグモ
イリワク神殿に出現する蜘蛛の妖怪。ワタリグモに似ているが、盃の中で炎が燃えている。「吹雪」で凍らせなければ、上に乗ることができない。

#### その他
味美（あじみ）
十六夜の祠内の厨房で料理長を務める「味天邪鬼」。ヤマタノオロチの前菜調理を担当する。前菜調理中に誤って、熱湯の入った大鍋に落ち、後にアマテラスによって救われる。アマテラスに前菜の材料の調達を依頼する。厨房の同僚にはあまりよく思われておらず、大鍋に落ちたことを知っていながら見て見ぬふりをされる。
疾飛丸（はやとびまる）
鬼ヶ島で出会う番人の妖怪。札のような外見でアマテラスに速駆け勝負を仕掛けてくる。
喋りは下町の江戸っ子のようで、人情味のある熱い性格。途中からアマテラスに惚れ込み、番人としての役目を放棄したため、一輪の花となって消滅する。
答選坊（とうせんぼう）
さまざまな場所で出てくる白塗りの巨大な壁の姿をした妖怪。刀で斬ろうが、大筒を撃とうがまったく受け付けないが、体当たりを受けた際に一瞬現れる経絡鬼孔（けいらくきこう）という弱点を筆技で順になぞれば倒せる。ゲーム内に登場する答選坊は全て別人であり、血が繋がっている。無敵である一族のものを倒したアマテラスは答選坊一族から「四足ノ白イ悪魔」と呼ばれるようになった。鬼ヶ島の答選坊はその無敵の防御から鬼ヶ島の影の支配者を名乗っている。
また、カムイに居る漢壁（かんぺき）という名前の答選坊は、「四足ノ白イ悪魔」の襲来に備えて経絡鬼孔を鍛えに鍛え上げた一族最強の答選坊であり、攻撃すると一度に8か所の経絡鬼孔が出現する。

## 移植版

### Wii版
移植はレディアットドーンが行い、2008年に海外（北米・欧州・豪州）で発売された（約21万本）。Wiiリモコン&ヌンチャク操作専用。プログレッシブ出力、ワイド(16:9)表示に対応している。なお、ゲーム内で液晶テレビ用とそれ以外用の2種類の画面設定が選択できる。オリジナルスタッフ（クローバースタジオ）は関与しておらず、海外版はエンディング後のスタッフロールがカットされた。またロード中に妖怪牙を入手できるミニゲーム的要素もカットされた(Nintendo Switchで絶景版としてリメイクされた際には復活している)。
2009年10月15日に日本でも発売されたが、こちらのエンディングは完全ノーカットであるほか、カプコンの松下邦臣ディレクターによる操作性を初めとする調整がされているとのこと。予約購入には特典として42曲を抜粋した音楽CD『大神 名曲集』が付属した。

### 絶景版
ヘキサドライブおよびIMAGICADIGITALSCAPEが2006年に発売されたPS2版をHD化し、プラットフォームをPS3に移植。PlayStation®Move、トロフィーに対応。HDリマスター版となり、画質が向上したことからサブタイトルは「絶景版」となっている。数量限定特典としてPlayViewで閲覧可能な「大神妖獣戯画絵巻」のプロダクトコードが同梱されている。
本作発売に合わせて東北地方太平洋沖地震で被害を受けた岩手県陸前高田市の高田松原の「奇跡の一本松保存支援プロジェクト」の一環として福呼う本舗の企画で同市の酒造メーカー「酔仙酒造」とのコラボ企画で「大神 絶景神（活性原酒 雪っこ）」が発売されたほか、オリジナルTシャツなどが販売された。また、「ダイヤモンドダイニング」とのコラボ企画も実施された。
PS2版からの変更点
作中におけるスプラッシュスクリーンとエンディングスタッフロールのクローバースタジオのロゴマークは削除されている。
ロード時間が大幅に短縮されて、ロード画面のパターンが統一されている。
PS2版に収録されていたエンディングスタッフロールに加え、移植に携わった企業のスタッフロールが追加されている。
PS4版の絶景版では、PS3版からの更なるグラフィックの高解像度化、および画質向上がなされている。PS4 Pro、PS5でプレイする場合には、4K解像度へのアップコンバート表示にも対応している。
ロード中のミニゲーム要素の復活
Wii版以降のリメイクで消去されていたロード中のミニゲーム要素だが、PS4版以降に発売された『絶景版』では復活している。

## 関連商品
- 書籍
  - 『大神 公式ガイドブック』エンターブレイン、2006年6月。ISBN 978-4757728486。
  - 『大神 攻略之書』カプコン、2006年4月。ISBN 978-4862330482。
  - 『大神絵草子 絆 -大神設定画集-』カプコン、2006年9月。ISBN 978-4862330888。
  - 『大神フィルムDVDブック 画龍点睛』カプコン、2007年3月。ISBN 978-4862331205。
  - 『大神 絵物語 まいごさがしとお祭さわぎ 』カプコン、2009年12月。ISBN 978-4862332431。
  - 『大神 絵物語〈其ノ2〉北の戦士と妖怪退治カプコン、2010年3月。ISBN 978-4862332578。
  - 『大神 絶景版 真・攻略之書』カプコン、2012年11月。ISBN 978-4862333780。
  - 『大神 オフィシャルアンソロジーコミック-天道絵草子-』カプコン、2013年2月28日初版。ISBN 978-4862333872。
  - 『大神 絵物語〈其ノ3〉クサナギ伍とドタバタ活劇』カプコン。
- 音楽CD
  - 『大神 オリジナル・サウンドトラック』 - 全218曲を収録した5枚組。
  - 『大神 ピアノ・アレンジ』 - 作中に使用された曲を10曲ピアノアレンジ。
  - 『大神 名曲集サウンドトラックCD』- Wii版発売時に予約特典として同梱された。
  - 『大神 五重之音調』- PS3版リリース時に同時発売。作中で使用された12曲をアレンジして再収録。
- 外部出演作品
  - 『タツノコ VS. CAPCOM CROSS GENERATION OF HEROES』 - 常闇ノ皇がボスキャラクターとして登場。
  - 『MARVEL VS. CAPCOM 3 Fate of Two Worlds』 - アマテラスがプレイヤーキャラクターとして登場。また、勝利演出などにイッスンも登場する。
  - 『ストリートファイター×オールカプコン』 - 参戦タイトルに本作があり、アマテラスを始めとしたキャラクターが登場。
  - 『オトレンジャー』 - アマテラス、イッスン、サクヤ、クシナダ、オキクルミが登場。
  - 『TEPPEN』 - カプコンの各キャラクターが異世界で戦うという設定で、アマテラスが「ヒーロー」というプレイアブルキャラクターで登場するほか、プレイカード上のキャラクターとしてクシナダ、イッスンなどが登場[38]。
- アプリ
  - 『大神伝〜筆いろあわせ〜』 - 携帯電話のサイト・カプコンパーティで購入可能なミニゲームアプリ。
- 食品
  - 『大神 絶景神』 - 東日本大震災支援プロジェクトの一環で発売された「酔仙酒造」の活性原酒「雪っこ」の「大神 絶景版」パッケージ仕様。
  - 『大神 濃縮つゆ・味付ぽん酢柚子』 - 東日本大震災支援プロジェクトの一環で発売された「八木澤商店」の濃縮つゆとポン酢の「大神 絶景版」パッケージ仕様。
  - 『大神 芋羊かん』 - 東日本大震災支援プロジェクトの一環で発売された「高田松原ものがたり」の「大神 絶景版」パッケージ仕様。